# Гижне (гміна)
Гміна Гижне (пол. Gmina Hyżne) — сільська гміна у східній Польщі. Належить до Ряшівського повіту Підкарпатського воєводства.
Станом на 31 грудня 2011 у гміні проживало 6996 осіб.

## Територія
Згідно з даними за 2007 рік площа гміни становила 50.98 км², у тому числі:
- орні землі: 69.00%
- ліси: 23.00%

Таким чином, площа гміни становить 4.18% площі повіту.

## Населення
Станом на 31 грудня 2011:
| Опис     | Загалом | Загалом | Чоловіки | Чоловіки | Жінки | Жінки |
| -------- | ------- | ------- | -------- | -------- | ----- | ----- |
| одиниця  | осіб    | %       | осіб     | %        | осіб  | %     |
| все      | 6996    | 100     | 3468     | 49.57    | 3528  | 50.43 |
| міське   | 0       | 100     | 0        |          | 0     |       |
| сільське | 6996    | 100     | 3468     | 49.57    | 3528  | 50.43 |

## Села
Березівка, Дильонґувка, Григорівка, Гижне, Нєборув, Шкляри, Вулька-Гижненська

## Історія
Об'єднана сільська гміна Гижне Ряшівського повіту Львівського воєводства утворена 1 серпня 1934 р. внаслідок об'єднання дотогочасних (збережених від Австро-Угорщини) громад сіл (гмін): Блендова-Тичинська, Березівка, Дильонґувка, Григорівка, Гадлі Шклярські, Гижне, Явірник Польський, Явірник-Передмістя, Шкляри, Воля Рафаловска, Забратівка.

## Сусідні гміни
Гміна Гижне межує з такими гмінами: Блажова, Динів, Маркова, Тичин, Хмельник, Яворник-Польський.